# La Codoñera
La Codoñera is een gemeente in de Spaanse provincie Teruel in de regio Aragón met een oppervlakte van 20,97 km². La Codoñera telt 368 inwoners (1 januari 2016).